# 외인부대 (밴드)
외인부대는 대한민국의 록, 헤비 메탈 밴드이다.
시나위에서 군대 문제로 나온 임재범과 부활의 기타리스트였던 이지웅을 주축으로 다섯손가락의 박문일, 당시에는 신예였던 기타리스트 손무현과 드러머 손경호로 구성되었다. 각기 다른 밴드에서 모여 구성했다고 해서 외인부대라고 이름지었다고 알려져 있으며 1988년에만 활동했다.

## 음반
- 외인부대 1집, 《Julie》, 1988 - <Julie> 등

## 같이 보기
- 임재범
- 손무현